# CP400
O CP 400 foi um computador doméstico de 8 bits produzido no Brasil pela Prológica em meados da década de 1980, em plena reserva de mercado, compatível com o TRS-80 Color Computer 2 (também chamado de "CoCo", contração de "Color Computer") da Tandy/Radio Shack americana, o primeiro computador da Tandy a gerar imagens gráficas em cores a baixo custo.

## Características
- Microprocessador Motorola MC6809E, de 895 kHz (0,895 MHz).

- Memória:
  - ROM: 16 KB (contendo o "Extended Color BASIC" ou "ECB");
  - RAM: versões de 16 ou 64 KBytes.

- Teclado: 
  - Modelo 1: "chiclete" com 55 teclas, incorporado ao gabinete;
  - Modelo 2: "profissional" com 59 teclas, incorporado ao gabinete.

- Vídeo: microprocessador Motorola MC6847, 9 cores:
  - Modo texto (com 32 x 16 caracteres), com 16 caracteres gráficos;
  - Gráficos de baixa resolução (com 128 x 96 pixels, 2 ou 4 cores por pixel, com 2 opções de paletas);
  - Gráficos de média resolução (com 128 x 192 pixels, 2 ou 4 cores por pixel, com 2 opções de paletas);
  - Gráficos de alta resolução ( com 256 x 192 pixels, 2 cores por pixel, totalizando 49.152 pontos);

- Suporte a impressora serial, joysticks analógicos, gravador de fita cassete e unidade de disco flexível (CP 450).

- Porta de expansão (onde era possível conectar cartuchos com programas, jogos &c).

- Outras portas:
  - 1 saída para TV colorida PAL-M, canais 3 ou 4 VHF;
  - 1 porta serial RS-232C;
  - 2 portas para joysticks analógicos;
  - 1 porta para monitor (saída de vídeo composto);
  - 1 porta para gravador cassete;
  - 1 porta para fonte de energia externa 110/220V.

- Armazenamento magnético:
  - Gravador cassete em 1500 bauds, com controle remoto do motor;
  - Unidade de disquete CP 450, com até dois drives de 180K, face simples.

## Histórico
A primeira versão do CP 400 Color, lançado em dezembro de 1984, tinha um teclado colorido, tipo chiclete, com teclas nas cores branca, vermelha, verde e azul. As teclas eram produzidas em plástico de boa qualidade e, apesar de pequenas, tinham boa resposta e toque agradável.
O design do primeiro modelo foi concebido pelo arquiteto italiano pós-moderno, Luciano Deviá, representante da Escola de Turim. Segundo o artista, as teclas pequenas e coloridas davam "um ar meio brincalhão ao micro", por ser ele de uso doméstico, precisando assim "se harmonizar com objetos até decorativos".  Apesar do design do CP 400 ser atribuído ao referido artista italiano, sua notável semelhança com o Timex Sinclair 2068 (ou Timex Computer 2068), lançado também no final de 1983 nos Estados Unidos, continua ainda inexplicável.[carece de fontes?]
Devido a um erro de projeto, poderia ter problemas com superaquecimento da unidade. 
Já a segunda versão, o CP 400 Color II, lançada no final de 1985, tinha um teclado com teclas mais largas, anunciado pelo fabricante como "profissional".  Deixou de ter teclas coloridas e acrescentou outras três (PA1, PA2 e PA3), que podiam ser programadas em linguagem de máquina pelo usuário e, assim, auxiliar na operação do micro. Apesar da anunciada evolução do teclado, suas teclas eram oscilantes e não tinham a mesma precisão do modelo anterior. Em alguns casos, as teclas chegavam a saltar do teclado durante o uso, devido ao frágil sistema de molas que possuíam. Por conta disto, o novo teclado recebeu o curioso apelido de "perereca". O problema de superaquecimento foi resolvido, no entanto.
No começo, a concorrência do CP 400 era até reduzida. Seu concorrente direto era o TK-2000, da Microdigital Eletrônica, com recursos semelhantes de som e gráficos, já que os clones nacionais do Apple IIe eram consideravelmente mais caros. Mas essa situação logo viria a mudar, inicialmente com o lançamento do TK-90X, clone do ZX-Spectrum fabricado pela Microdigital, em junho/1985, e principalmente com o início das vendas dos micros padrão MSX, pela Gradiente e pela Epcom/Sharp, em dezembro de 1985. Bastante superior gráfica e sonoramente, o MSX ingressou de maneira impressionante no cenário brasileiro de micros residenciais e deixou todos os concorrentes (incluindo o CP 400) para trás.
Além do Prológica CP 400, foram lançados no Brasil outros microcomputadores compatíveis com o padrão TRS-80 Color: o Codimex CD6809, o LZ/Novo Tempo Color64, o Dynacom MX-1600 (Dynacom) e o Engetécnica/Varix VC50 (ou Varix 50). Também a Microdigital, chegou a planejar o lançamento de outra máquina compatível com esta linha: o TKS800; chegou a ser apresentado em Feiras de Informática, mas nunca foi de fato lançado no mercado (ver vaporware). Houve ainda, no mercado brasileiro, um semi-compatível: o Sysdata Microcolor (ou TColor), clone do obscuro Tandy MC-10, empregando o microprocessador Motorola 6803 ao invés do Motorola 6809. Todavia, todos esses equipamentos tiveram pouca ou quase nenhuma repercussão no mercado nacional, seja, em um primeiro momento, pelo grande sucesso de vendas do CP 400, seja, por fim, pela grande expansão da linha MSX no Brasil, que acabou por relegar o padrão TRS-80 Color ao desuso.
O CP 400 e todos os seus periféricos originais deixaram de ser fabricados pela Prológica, em sua unidade do bairro de Socorro, em São Paulo, no início de 1987. No entanto, pouco tempo antes, em abril de 1986, vendia cerca de duas mil e quinhentas unidades ao mês, segundo informações fornecidas pela própria Prológica.

Com o fim da linha de produção e o rareamento de informações e suporte ao CP 400, boa parte de seus usuários aderiu ao padrão MSX, enquanto que alguns outros, percebendo o início de um novo tempo no mercado de microcomputadores, migraram para o padrão IBM PC, de 16 bits.

## Memória RAM
Embora o CP 400 fosse encontrado em duas versões, de 16 ou 64 kB de RAM, essa memória não estava totalmente liberada para o usuário. Com efeito, para a versão de 16 kB, o total de memória disponível é de cerca de 8 kB; e para a versão de 64 kB, este total passa a ser de cerca de 24 kB. Isso ocorre porque o CP 400 usa 16 kB para endereçar a memória ROM, que contém o Extended Color BASIC, e 16 kB para o uso de cartuchos, enquanto que outros 8 kB são usados para alocar a memória de vídeo de alta resolução.

## Porta de Expansão
Da mesma forma que o Timex Sinclair 2068, o CP 400 possuía um conector de expansão, protegido por uma porta levadiça, no lado direito da unidade. Tal conector, de 40 pinos dispostos em duas fileiras de vinte, era usado para se ligar a unidade de disquetes CP450 ou conexão de cartuchos de programa em ROM, para carregamento instantâneo.
A própria Prológica lançou dezenas de títulos de jogos e utilitários, entre eles: Ataque, Batida, Bingo, Castelo, Damas, Dinossauros, Editor, Escalada, Esqui, Gráficos, Ilhas, Invasores, Labirinto, Meteoro, Nebula, Pegacome, Pipoca, Saltimbanco, Tênis, Terror, Tiro Ao Alvo e Xadrez. Todos eles, na verdade, eram programas desenvolvidos originariamente para o Tandy Color Computer norte-americano, mas traduzidos e acondicionados em um novo formato físico de cartucho, especialmente projetado para uso no CP 400 (com efeito, não era possível usar os cartuchos do CP 400 em outros computadores compatíveis com o padrão TRS-80 Color, nem usar no CP 400 cartuchos projetados para essas outras máquinas).

## Portas de Entrada/Saída
Na parte traseira do CP 400 encontravam-se diversas portas no padrão DIN, para conexão com outros acessórios e periféricos. Ao contrário da Dynacom, que preferiu alterar por conta própria o projeto do TRS-80 Color Computer da Tandy em seu MX-1600, adotando assim conectores mais fáceis de se encontrar no mercado brasileiro, a Prológica - bem como outras fabricantes nacionais de computadores compatíveis com a linha TRS-Color - preferiu nesta matéria manter fidelidade ao projeto norte-americano.

### RS232C
A interface serial compatível com o padrão RS232C permitia a conexão do CP 400 a uma impressora serial  ou a um modem. Empregava um conector DIN fêmea de apenas 4 pinos:
- Pino 1: (CD) Detecção do sinal de portadora
- Pino 2: (RX) Recepção de dados
- Pino 3: (GND) Terra (tensão de referência 0)
- Pino 4: (TX) Transmissão de dados

### Gravador
O meio de armazenamento padrão do CP 400 se dava através da conexão com um gravador cassete comum, através de um cabo triplo ligado aos conectores EAR (fone de ouvido), MIC (microfone) e REM (controle remoto). O CP 400 empregava um conector DIN fêmea de 5 pinos:
- Pino 1: (REM) Saída para a tomada de controle remoto
- Pino 2: (EAR) Entrada para a tomada de fone de ouvido
- Pino 3: (GND) Terra
- Pino 4: (MIC) Saída para a tomada de microfone ou auxiliar
- Pino 5: (REM) Saída para a tomada de controle remoto

O gravador expressamente indicado pela Prológica para os usuários do CP 400 era o National RQ2222, que também anunciava nas páginas da revista Geração Prológica. Entre outras características, o RQ2222 possuía um sistema de cabeçote próprio para uso com microcomputadores e contador de fita, facilitando a localização dos programas gravados na cassete. Para uma melhor performance do aparelho, evitando-se erros indesejáveis na gravação ou leitura das fitas magnéticas, recomendava-se o uso da tonalidade na posição '10' (agudo máximo) e volume '2' para gravação ou '7' para leitura.

### Joysticks
O CP 400 possuía duas tomadas independentes para a ligação de dois joysticks analógicos (esquerdo e direito), empregando conectores DIN fêmeas de 5 pinos:
- Pino 1: Entrada do comparador (direita-esquerda)
- Pino 2: Entrada do comparador (para cima-para baixo)
- Pino 3: Terra
- Pino 4: Botão de disparo (Fogo!)
- Pino 5: Vcc +5V (limitado por corrente)

### Monitor de Vídeo
Era empregado um conector DIN fêmea de 7 pinos, no entanto a disposição da pinagem diferia entre o CP 400 Color I e o CP 400 Color II, possuindo este último recursos adicionais:

#### CP 400 Color
- Pino 1: (Não usado)
- Pino 2: (Não usado)
- Pino 3: (Não usado)
- Pino 4: Terra
- Pino 5: Vídeo
- Pino 6: Terra
- Pino 7: Áudio

#### CP 400 Color II
- Pino 1: Luminância
- Pino 2: (Não usado)
- Pino 3: Vcc +5v
- Pino 4: Áudio
- Pino 5: Terra
- Pino 6: Terra
- Pino 7: Vídeo

## Sistemas Operacionais
A versão de 64 KBytes de RAM do CP 400 Color era capaz de executar os aclamados sistemas operacionais OS-9 Level 1, da Microware, e o Flex9, da TSC, desde que empregada em conjunto com a unidade de disco CP450, ainda que com apenas um único drive. Não era possível, porém, executar o OS-9 Level 2, desenvolvido para o Tandy Color Computer 3, o qual possuía muito mais recursos tecnológicos que o CP 400, que era, por sua vez, apenas compatível com o Tandy Color Computer 2.
A Prológica oferecia também, nativa à sua unidade CP450, o denominado DOS400. Na verdade, tratava-se do "Disk Extended Color BASIC" (DECB ou RSDOS), da Tandy Radio Shack, renomeado e, muito provavelmente, usado ilimitadamente sem prévia licença ou conhecimento da empresa estadunidense (prática que chegou a ser "muito comum" no Brasil na época da Reserva de Mercado e que possivelmente contribuiu para o fim da Prológica, quando esta foi processada por pirataria pela Microsoft).
Muito embora a Prológica pretendesse lançar, em 1985, uma placa de compatibilidade com o então conhecidíssimo sistema operacional CP/M, da Digital Research, permitindo assim o uso de programas e aplicativos profissionais desenvolvidos para esse ambiente e utilizado por outros equipamentos produzidos pela empresa (CP500, Sistema 600 e Sistema 700), não há notícias de que de fato o tenha feito.

## Informação e Suporte
Mesmo o CP 400 respondendo por boa parte do faturamento da Prológica, esta nunca ofereceu grande apoio técnico para os seus usuários. Até mesmo a Editele - uma empresa pertencente ao grupo Prológica - especializada na publicação de livros técnicos na área de Informática, disponibilizou tão somente um único título: "Indo Além com o CP 400 Color", de Paulo Addair (1985), que apresentava listagens de programas visando explorar recursos mais avançados do equipamento. Fora este título, a Editele, como seria de se esperar, foi responsável pelos manuais oficiais do CP 400 ("CP 400 Color: Manual de Operação e Linguagem" e "DOS400: Sistema de Operação em Disco", que acompanhavam o CP 400 e a unidade CP450, respectivamente).
O mercado editorial brasileiro também não deu muita atenção para os usuários do CP 400. Pouquíssimos títulos foram publicados:
- "30 Programas para o TRS-80 Color Computer e Similares Nacionais", de Mário Mendes Junior, ed. Ciência Moderna Computação.

- "Brincando com o TRS-Color", de Victor Mirshawka, ed. Nobel.

- "TRS-80 Color: Guia de Referência", de Roberto Valois, ed. Campus.

- "Tudo sobre os Microcomputadores TRS-80 Color para Meninos", de Eli Rozendo Moreira dos Santos, ed. Ediouro.

Em razão disso, software houses como Micromaq, Plansoft, Peek & Poke, Softkristian e Engesoft, entre outras, reproduziam e comercializavam obras estrangeiras, sobretudo de autores norte-americanos, tendo em vista o sucesso da linha TRS-80 Color naquele país e a avidez por informação entre os usuários brasileiros.
Ao contrário dos Estados Unidos, onde surgiram diversas revistas mensais especializadas no Color Computer, tais como The Rainbow Magazine, Hot CoCo e Color Computer Magazine, no Brasil não surgiu nenhuma. Esporadicamente, no entanto, era possível encontrar listagens em Color BASIC em revistas genéricas de informática, em especial na então respeitadíssima Micro Sistemas. Por outro lado, a revista Geração Prológica, publicada pela Editele, teve vida breve: apenas 18 números; matérias e programas relacionados ao CP 400 ocorrem apenas entre os números 9 e 17.